# Mnogočetinaši
Mnogočetinaši su pretežito morski organizmi, koji pripadaju u kolutićavce. Obitavaju ispod kamenja, u mulju, među algama. Pojedine su vrste jako dugačke. Mogu biti vrlo šareni. Uz maločetinaše i pijavice, glavni su predstavnici koljena kolutićavci (Annelida).

## Opis
Mnogočetinaši su obično dugi do 10 cm, no veličina im varira od nekoliko milimetara do 3 metra. Tijelo im je kolutićavo te imaju celom. Sa strane svakog kolutića imaju parapodije (bataljice), iz kojih izlaze četine (hete), po kojima su i dobili ime. Parapodiji im služe za pokretanje. Način života im je slobodan i sjedilački. Sjedilački izlučuju oko tijela vapnenu cijev u kojoj žive. Kod sjedilačkih i slobodnih oblika razvijena je glava na kojoj su osjetila i strukture koje pomažu pri uzimanju hrane. Na glavi su usta i jedan do četiri para očiju, nekoliko ticala i par pipala (palpi). Imaju velike regeneracijske sposobnosti.

## Razmnožavanje
Razdvojena su spola. Spolne stanice izlaze metanefridijima ili se izbacuju kroz stijenku tijela koja pukne. Iz jajeta se razvija ličinka trohofora, koja se potom razvija u odrasli oblik.

## Pokrov tijela
Kožu izgrađuje jednoslojni epiderm koji na površinu izlučuje kutikulu. Između epidermalnih stanica nalaze se žlijezde i osjetne stanice. Ispod epiderma su prstenasti i uzdužni mišići.

## Disanje
Dišu škrgama, koje nastaju kao izvrat površine kože. To su nježni listići u koje urastaju i krvne kapilare. Manji vodeni mnogočetinaši dišu kožom, poput kopnenih maločetinaša, gujavica.

## Prehrana
Pojedine vrste su grabežljive i vrlo proždrljive. Hrane se planktonom, detritusom i manjim beskralješnjacima. Probavni sustav čine usta, ždrijelo i dugačko ravno crijevo koje završava crijevnim ili analnim otvorom.

## Izlučivanje
Mnogočetinaši izlučuju pomoću segmentalnih organa, metanefridija. 

## Živčani sustav
Živčani sustav izgrađen je od jednog para moždanih ganglija koji leže iznad ždrijela i povezani su okoždrijelnim vrpcama s podždrijelnim ganglijima. Od thi se ganglija pružaju dvije živčane vrpce prema stražnjem dijelu tijela koje su povezane u svakom kolutiću. Mnogočetinaši imaju ljestvičav živčani sustav.

## Optjecajni sustav
Optjecajni sustav je zatvoren. Građen je od jedne leđne krvne žile koja tjera krv prema prednjem dijelu tijela i trbušne krvne žile koja tjera krv prema stražnjem dijelu tijela. Te su žile međusobno povezane u svakom kolutiću. U krvi se nalaze dišni pigmenti, najčešće hemoglobin.

### Knjige
Raznolikost živoga svijeta - udžbenik biologije za drugi razred gimnazije, Bačić, T., Erben, R., Krajačić, M., Školska knjiga, d.d., Zagreb, 2003.